# Washington Park (Denver)
Pour les articles homonymes, voir Washington Park.
Washington Park est un quartier et un parc public de Denver dans le Colorado.

## Histoire
Le parc Washington Park fut à la base conçu par l'architecte paysagiste allemand Reinhard Schuetze entre 1899 et 1908. Son travail est toujours visible actuellement avec notamment les lacs Smith et Grasmere et le bassin Lily Pond. Le parc est décoré de nombreux arbres.
Frederick Law Olmsted, Jr. et son frère John ont également participé par après à l'amélioration du parc avec entre autres un bâtiment pour bateau et des pelouses.
Le quartier est apparu rapidement après la fondation de la ville de Denver bien que la zone était au début très rurale. En 1886, il y avait suffisamment de population dans la zone pour créer la première banlieue de Denver (South Denver) qui fut annexée à la ville dans les années 1890 à cause de difficultés financières. La zone se développa à la suite de la création du parc en 1899. Les maisons étaient en général construites en briques de 1900 à 1940.
Le poète de Denver Eugene Field vécut dans ce quartier de 1881 à 1883. Une statue représentant les trois personnages (Wynken, Blynken et Nod ) de son poème Dutch Lullaby se trouve dans le quartier. La proximité avec la nature du parc a attiré ces dernières années de nombreux nouveaux habitants et a conduit à une augmentation de la densité de population.

## Géographie
Washington Park est situé au sud de la partie centrale de Denver.  Le parc à la forme d'un long rectangle délimité au nord par la Virginia Avenue, à l'ouest par la  Downing Street, au sud par la Louisiana Avenue et à l'est par la Franklin street. Avec ses 66 hectares, il est un des plus grands parcs de la ville de Denver.
Depuis 1972, le quartier de Washington parc est décomposé en deux zones pour les statistiques démographiques. Il s'agit de Washington Park West à l'ouest et de Washington Park à l'est. La partie orientale est délimitée par Downing Street, le quartier de Cherry Creek, l'autoroute Interstate 25 et le University Boulevard. Le parc est à l'intérieur du quartier.

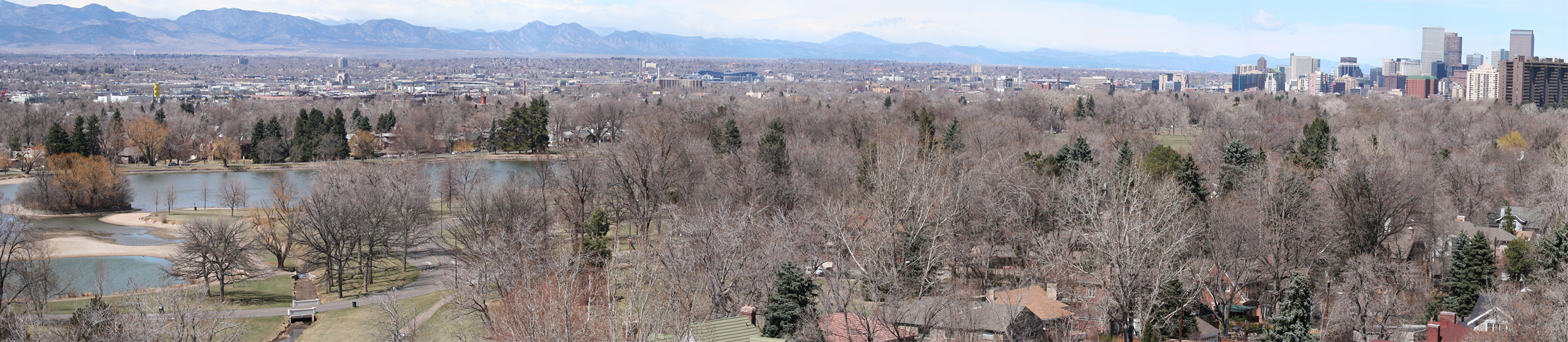
Une vue du Washington Park pris vers les Montagnes Rocheuses et le centre ville de Denver.

## Description du parc

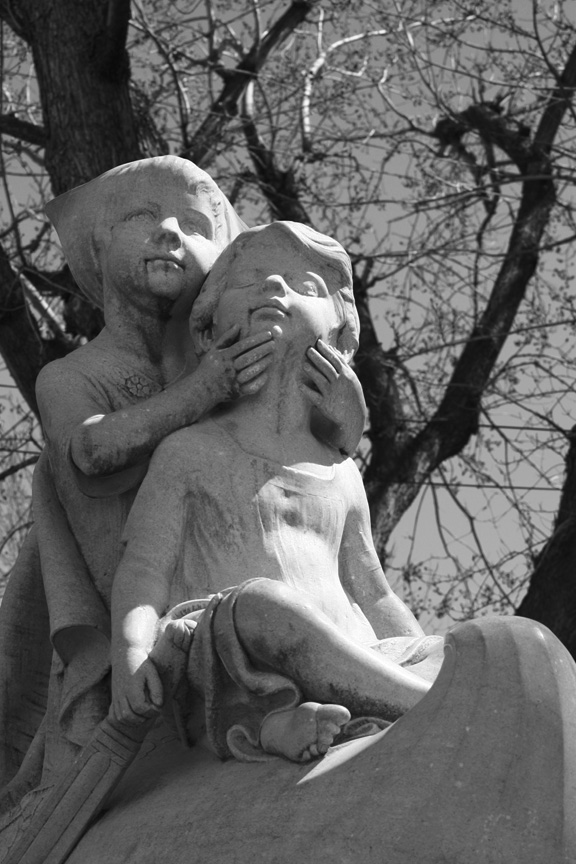
Statue de Wynken, Blynken et Nod dans le Washington Park.

Le parc est parcouru par de nombreux sentiers dont un fait le tour de celui-ci. On y trouve des terrains de tennis, des plaines de jeux et d'autres terrains de sports. Un centre de délassement avec piscine extérieure se situe également dans le parc. Des bateaux peuvent être loués au niveau du lac Smith. 
Le parc offre également de nombreux parterres fleuris et un parterre est la réplique exacte du jardin Martha Washington du Mount Vernon.

## Description du quartier
Le quartier est un des plus anciens de la ville de Denver. De nombreuses habitations en briques datant du XXe siècle sont présentes. Il existe quelques zones commerciales au niveau de South Gaylord Street et d'Alameda Avenue. 